# Wasserkraftwerk Dingolfing
Das Kraftwerk Dingolfing ist ein schwellwasserfähiges Laufwasserkraftwerk der Uniper Kraftwerke GmbH an der unteren Isar bei Flusskilometer 46,3.
Das 1957 von der Bayernwerk AG eröffnete Kraftwerk liegt bei Dingolfing, der Kreisstadt des niederbayerischen Landkreis Dingolfing-Landau. Die elektrische Leistung des Kraftwerks beträgt 15,0 MW.
Der Stausee Dingolfing hat eine Länge von 2,3 km, eine maximale Breite von 700 Metern, eine Fläche von 100,7 Hektar, einen Umfang von 5,19 km und ein Speichervolumen von 2.500.000 m³. Das Wasser kann über Nacht auf Vorrat aufgestaut werden, um es bei Tage zur Erzeugung von Spitzenstrom zu nutzen. Der mit Dämmen versehene Stausee dient auch dem Hochwasserschutz. Er ist zum Schutz des Kraftwerks mit vier Wellenbrechern versehen.
Das Kraftwerk wurde nach dem Verkauf der Bayernwerk AG durch die bayerische Staatsregierung im Jahr 1994 und der Fusion der Konzerne VIAG AG und VEBA AG von der E.ON Kraftwerke GmbH betrieben. Ihr operatives Geschäft wurde mit Wirkung zum 25. September 2015 durch zwei Ausgliederungen über die Uniper Holding GmbH auf deren Tochterunternehmen Uniper Kraftwerke GmbH übertragen.
Seit Dezember 2022 gehört die Gesellschaft als Teil der Uniper Holding GmbH als indirekte Folge des russischen Überfalls auf die Ukraine zu 99,12 % dem deutschen Staat.
Der Netzanschluss erfolgt über eine Schaltanlage vor Ort in das Stromnetz des Verteilnetzbetreibers Bayernwerk AG.

## Bildergalerie

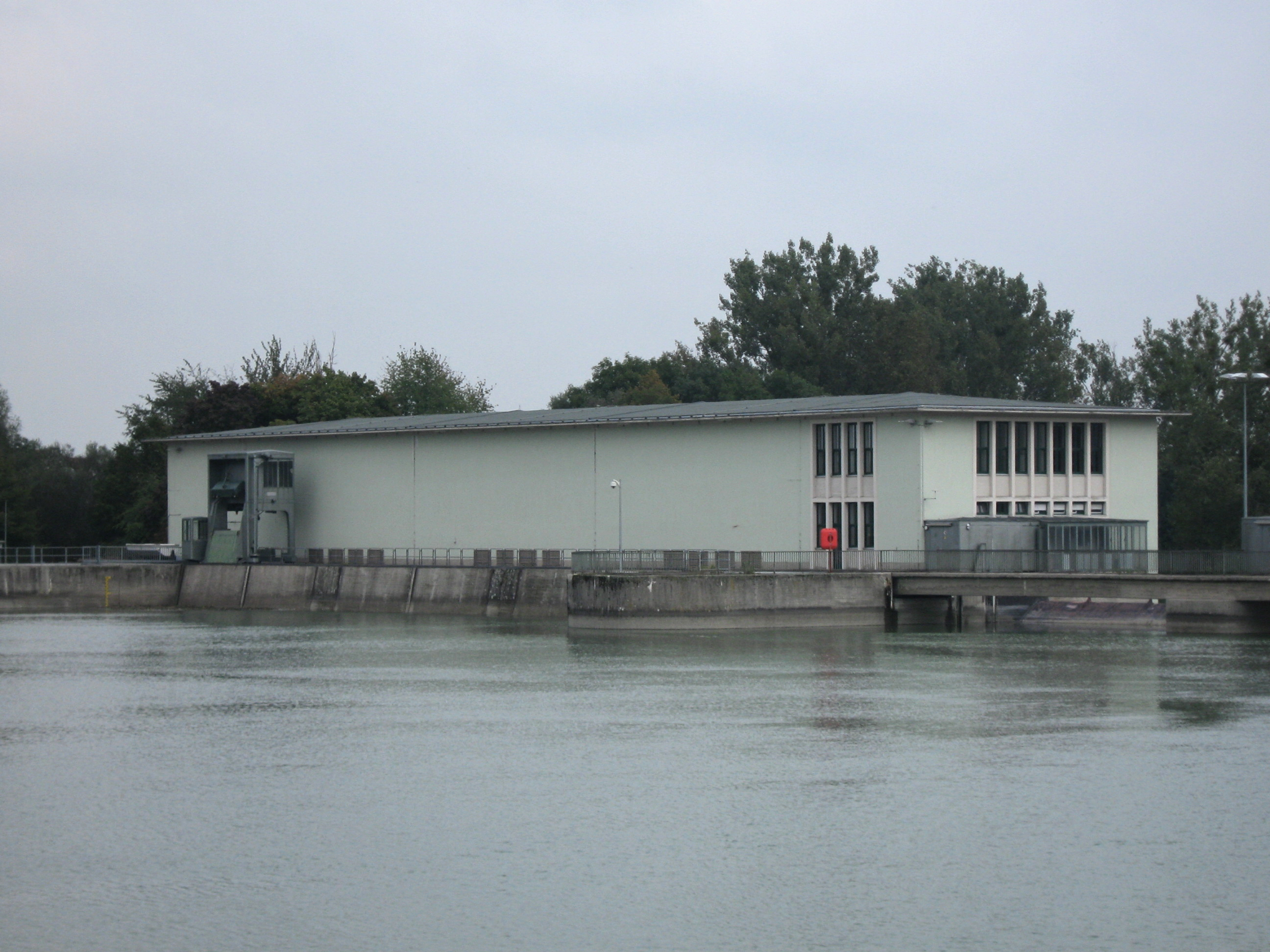
Wasserkraftwerk Dingolfing oberwasserseitig
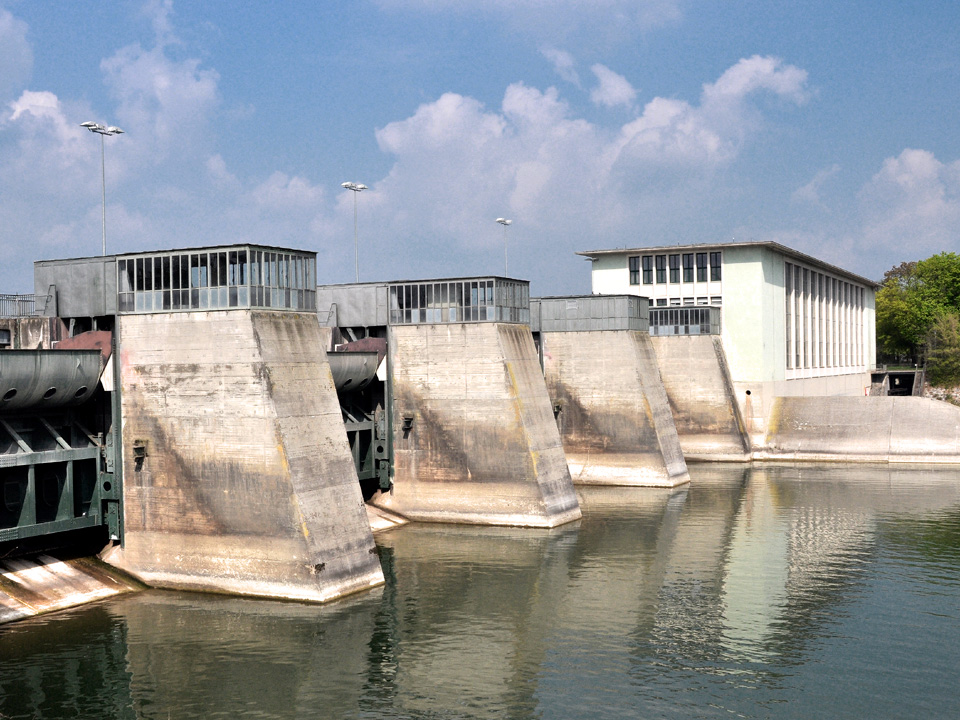
Wasserkraftwerk Dingolfing mit geschlossenen Wehren
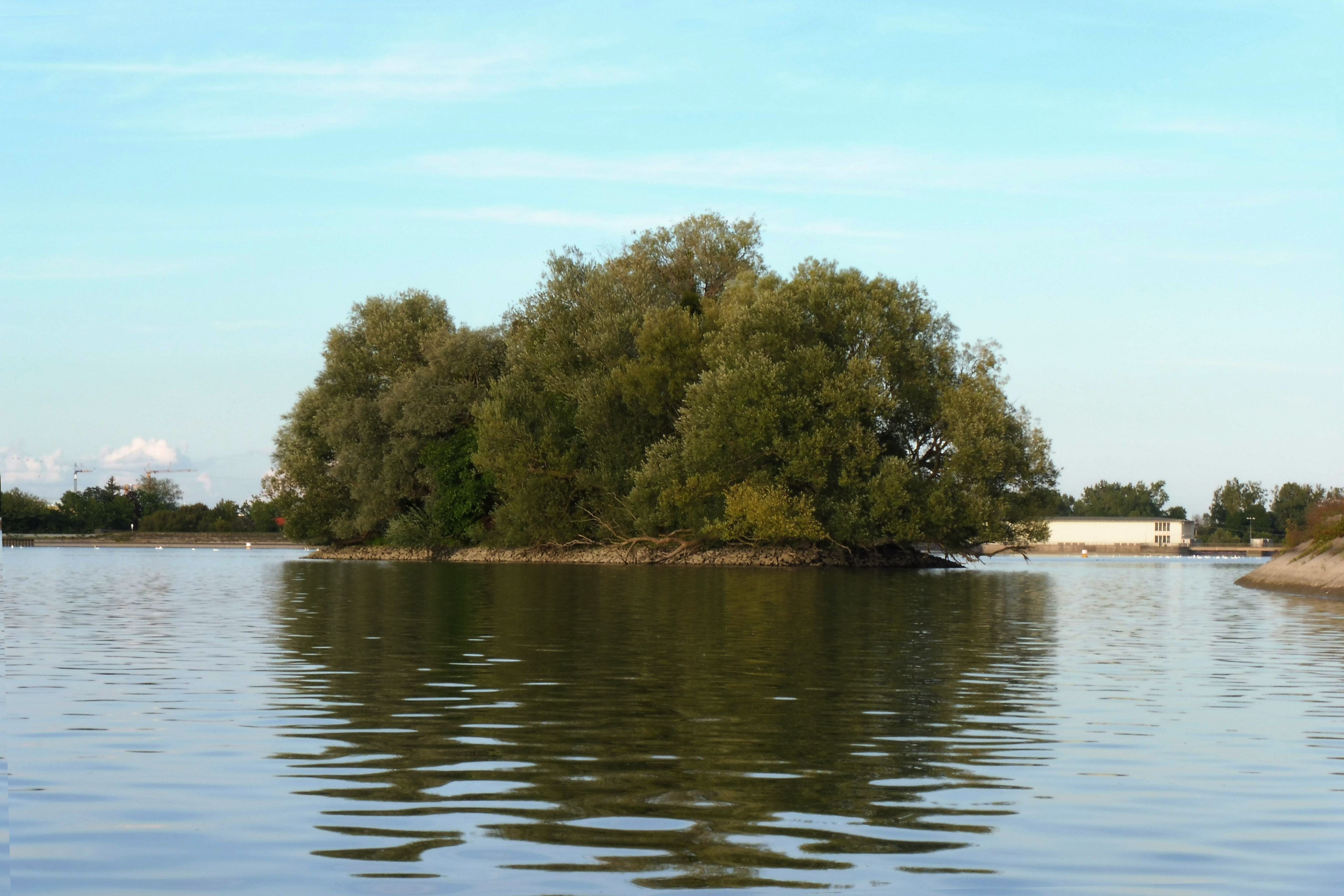
Wellenbrecherinsel mit dahinter liegendem Kraftwerk Dingolfing